# Tommaso Campanella
Tommaso Campanella (krščen kot Giovanni Domenico Campanella), italijanski filozof, teolog, astrolog in pesnik, * 5. september 1568, Stignano, Kalabrija, Italija, † 21. maj 1639, Pariz, Francija.
Njegovo danes najbolj znano delo »Mesto sonca« (La città del Sole), ki jo je napisal v italijanščini, predstavlja samo omejeno področje njegovega delovanja. Ukvarjal se je še s astrologijo in filozofijo narave, vendar je izhajal še iz renesančnega platonizma. Leta 1635 je navezal stike z Mersennom, ki ga je želel seznaniti z Descartesom, ki pa ga je zaradi podobnosti njunih idej zavrnil.

## Življenje
Kot sin revnega čevlarja je s 14-imi leti vstopil v dominikanski red. V zgodnjem obdobju se je poleg obveznih sholastičnih študij seznanjal s filozofi narave (Telesio, della Porta) in astrologijo. V svojem prvem delu »Philosophia sensibus demonstrata«, izdanim 1592, je branil Telesia. Istega leta se je v Padovi srečal z Galileom. Povzemanje iz mistično-okultnega platonizma renesanse in nasprotovanje avtoriteti Aristotela sta ga privedla v konflikt z inkvizicijo (prvi pripor leta 1594), ki je obtožbam krivoverstva in heterodoksije dodala še politične obtožbe spodbujanja proti španski nadoblasti v Neapelju (drugi pripor 1597). Po krajšem bivanju na prostosti, ki ga je izkoristil za politično delovanje proti španski nadoblasti v domači Kalabriji, ga je inkvizicija po izdaji dveh njegovih privržencev leta 1599 še tretjič priprla, ga obtožila krivoverstva in izdajstva ter v sodnem postopku podvrgla torturi in s tem izsilila njegovo priznanje. Obsojen je bil na dosmrtni zapor, v katerem je prebil 27 let, vendar mu je inkvizicija dala možnost intelektualnega ustvarjanja in nadzorovanih obiskov.    
Med bivanjem v zaporu je napisal svoja najpomembnejša dela, med drugimi tudi »Mesto sonca«. Inkvizicijski proces proti Galileu ga je spodbudil, da je leta 1616 napisal zanj zagovor, ki pa ga je Galileo zaradi dvomljivega piščevega položaja raje zavrnil. Končno je leta 1626 novi papež Urban VIII posredoval pri španskemu kralju Filipu IV. za njegovo izpustitev. Do leta 1634, ko je en od njegovih somišljenikov ponovno spodbujal k uporu proti Špancem, ga je zavaroval papež in ga zaposlil v službi dvornega astrologa. S pomočjo papeža in francoskega ambasadorja je pobegnil v Pariz, kjer ga je v varstvo vzel kardinal Richelieu in mu dodelil dosmrtno pokojnino.